# Сибарис
Сибарис или Сибарида (Sybaris, на старогръцки: Σύβαρις) e древен гръцки град на източния бряг на Калабрия на Тарентския залив в Южна Италия. Градът e основан през 720 пр.н.е. от Ахейците и скоро основава други градове колонии като Poseidonia (лат. Paestum) и господства над 25 града и 4 племена наоколо.
Градът е имал 300 000 жители и e с обхват ок. 8,75 км. Сибарис e разрушен в битка с град Кротон през 510 пр.н.е. чрез пускане на река Крати през него.
Градът се слави с голямо си богатство и живот в лукс. Сибарите са открили ваната за къпане и цукалото. Цукалото не се слагало под леглото, а се носело на банкети. Освен това те първи издават закон за пазене на тишина. В града e забранено вдигането на шум, затова шумните професии като ковачи и дърводелци трябва да работят извън града. За да не се пречи на жителите да спят, било забранено развъждането на петли.